# Twisted Metal 3
Twisted Metal 3 (auch Twisted Metal III) ist ein actionorientiertes Rennspiel und der dritte Titel der Twisted-Metal-Reihe. Es wurde von dem US-amerikanischen Entwickler 989 Studios entwickelt und ausschließlich für die PlayStation veröffentlicht.
Wie die Vorgänger stellt das Spiel eine Mischung aus Third-Person-Shooter und Rennspiel dar. Der Spieler tritt als Teilnehmer des Twisted-Metal-Turniers mit einem bewaffneten Fahrzeug auf mehreren abgesperrten Gebieten gegen eine bestimmte Anzahl von Gegnern an und versucht, diese zu zerstören.
Das Spiel erhielt wesentlich schwächere Bewertungen als die beiden Vorgänger. Kritiker beklagten Defizite bei der Grafik und dem Fahrverhalten der Fahrzeuge. Dennoch erzielte das Spiel hohe Absatzzahlen. Es zählt bis heute zu den am meisten verkauften Titeln der Reihe.

## Handlung
Twisted Metal 3 spielt im Jahr 2008, zwei Jahre nach dem Vorgänger Twisted Metal 2. Die Erde ist zunehmend verfallen und zahlreiche Metropolen sind verwüstet. In dieser Umgebung findet ein Turnier, das Twisted-Metal-Turnier statt, bei dem mehrere Fahrer mit bewaffneten Fahrzeugen gegeneinander antreten, bis nur noch einer überlebt. Der Sieger des Turniers erhält vom Veranstalter, Calypso, einen beliebigen Wunsch erfüllt.
Für jeden wählbaren Charakter gibt es ein eigenes, knappes Endvideo, in dem dieser seinen Wunsch äußert und erfüllt bekommt. Das entsprechende Video wird gezeigt, wenn der Spieler mit seiner Figur das Turnier gewonnen hat.

## Spielprinzip

### Allgemein
Das Konzept von Twisted Metal 3 wurde unverändert von den Vorgängern übernommen. Das Spiel kombiniert Elemente herkömmlicher Rennspielen mit denen von Third-Person-Shootern. Der Spieler übernimmt die Kontrolle über ein Fahrzeug, welches mit Maschinengewehren bewaffnet ist. Auf einem abgesperrten Areal tritt er gegen bis zu acht ebenfalls bewaffnete Fahrzeuge an und versucht diese zu zerstören.
Das Spiel wird wie die Vorgänger standardmäßig aus einer Third-Person-Perspektive gespielt. Eine Neuerung stellen die drei anderen Perspektiven, darunter eine Ego-Perspektive, dar. Im Spielverlauf zeigt das Menü ein Radar, das gegnerische Fahrzeuge anzeigt, ein Inventar mit der aktuell ausgewählten Waffe. Darüber hinaus werden Informationen über das Fahrzeug des Spielers angezeigt, etwa eine Schadensanzeige, ein Tacho und der Vorrat an Nitro.

### Rennverlauf
Die an einem Kampf teilnehmenden Fahrzeuge, bis zu neun Stück, werden auf der Strecke auf zufällige Startpositionen verteilt. Nach dem Startsignal können sie sich frei auf der Strecke bewegen und das Feuer auf ihre Gegner eröffnen.
Auf den Strecken sind Power-ups versteckt, die von allen Rennteilnehmern aufgesammelt werden können. Diese umfassen Waffen sowie Reparaturkits und wurden unverändert aus dem Vorgänger übernommen. Die sammelbaren Waffen umfassen z. B. Napalm, Raketen oder Minen. Reparaturkits dienen zur Beseitigung von Schäden. Jedes Fahrzeug besitzt eine individuelle Waffe, deren Munitionsvorrat sich mit der Zeit automatisch regeneriert.
Die aus Twisted Metal 2 bekannten Combo-Attacks (dt. kombinierte Angriffe), die während des Rennens durch spezielle Tastenkombinationen ausgelöst werden und besondere Attacken und Verteidigungsmechanismen darstellen, wurden übernommen. Zusätzlich wurden sogenannte Advanced Attacks (dt. fortgeschrittene Angriffe) eingeführt. Diese kann der Spieler ausführen, wenn es ihm an Munition mangelt. Sie richten schweren Schaden an, benötigen aber lange zur Regeneration. Ob ein solcher Angriff ausgeführt werden kann, zeigt eine Statusleiste.

### Strecken
Twisted Metal 3 beinhaltet insgesamt acht Rennstrecken, die u. a. in Los Angeles, in Tokio oder auf einem Luftschiff angesiedelt sind. Die Strecken sind weitläufig und offen gestaltet. Auf den Gebieten sind Waffen und Reparatursets versteckt, die von allen Fahrern aufgesammelt werden können und die in gewissen Zeitabständen wieder erscheinen. Die Umgebungen sind teilweise zerstörbar, so etwa Statuen oder Werbeplakate. Viele Strecken verfügen über versteckte Abschnitte, die nur schwer oder erst durch Zerstörung bestimmter Objekte zugänglich sind.
Neuerungen gegenüber vorigen Twisted-Metal-Titeln sind in den Leveln installierte Waffen, die große Schäden verursachen können. Diese Waffen sind versteckt und erfordern einen gewissen Aufwand, um nutzbar gemacht zu werden.

### Spielmodi
Den Hauptteil des Spiels stellt der Turnier-Modus dar, der die Handlung des Spiels erzählt. In einem Turnier wählt der Spieler zunächst einen Charakter aus, mit dem er den Wettkampf bestreiten will. Anschließend tritt er auf acht Strecken gegen eine wechselnde Anzahl an Gegnern an, die es zu besiegen gilt. Das Turnier findet an acht Orten in der Welt statt. Es startet in einem durch Erdbeben verwüsteten Los Angeles. Weitere Austragungsorte sind Washington, ein Militärhangar, der Nordpol, London, Tokio, Ägypten und ein Luftschiff. An drei von acht Orten wird der Spieler, nachdem er alle Fahrer besiegt hat, von einem Elite-Fahrer zu einem Zweikampf herausgefordert. Diese Fahrer verfügen über Fahrzeuge, die dem des Spielers deutlich überlegen sind. Im gesamten Turnier hat der Spieler drei Leben. Das bedeutet, wenn der Spieler das dritte Mal besiegt wird, hat er das Turnier verloren. Hat der Spieler dagegen alle acht Strecken gemeistert, so hat er das Turnier gewonnen.

## Soundtrack
Der Soundtrack von Twisted Metal 3 besteht aus acht Musikstücken, die im Bereich der Rockmusik angesiedelt sind. Jedes Lied ist einem Level zugeordnet und wird dort als Hintergrundmusik gespielt. Diese ist im Unterschied zu den Vorgängern deutlich dominanter.
| Übersicht über die im Spiel enthaltenen Musikstücke |               |                       |       |
| #                                                   | Künstler      | Titel                 | Länge |
| 1                                                   | Rob Zombie    | Meet The Creeper      | 3:14  |
| 2                                                   | Rob Zombie    | Super Beast           | 4:07  |
| 3                                                   | Pitchshifter  | Microwaved            | 3:45  |
| 4                                                   | Pitchshifter  | W.Y.S.I.W.Y.G.        | 3:48  |
| 5                                                   | White Zombie  | More Human than Human | 4:16  |
| 6                                                   | Lance Lenhart | Song 1                | 3:21  |
| 7                                                   | Pitchshifter  | Innit                 | 2:54  |
| 8                                                   | Lance Lenhart | Valley Of The Kings   | 3:12  |

## Entwicklungsgeschichte
Nach Vertragsstreitigkeiten zwischen Sony und SingleTrac, dem bisherigen Entwickler der Twisted-Metal-Spiele, erhielt 989 Studios den Auftrag, die Reihe fortzusetzen. Da die Engine im Besitz von SingleTrac verblieb, musste 989 Studios das Spiel von Grund auf neu entwickeln. Die neue Engine erhielt den Namen TruPhysics. Weitere Details zur Entwicklung wurden nicht veröffentlicht. Am 11. November 1998 wurde das Spiel schließlich in den USA veröffentlicht.

## Rezeption

### Bewertungen in Spielemagazinen
Twisted Metal 3 wurde von der Fachpresse eher negativ aufgenommen. Es erzielte eine Metawertung von 48,97 % bei GameRankings. Die meisten Kritiker, etwa Doug Perry vom Onlinemagazin IGN oder Joe Fleider von GameSpot waren sich darin einig, dass der Titel mit zu wenigen spielerischen Neuerungen aufwarte und sich ein Kauf daher nicht lohne.
Vor allem aber übten sie Kritik an der neuen Engine. Laut Michael House von Allgame sei sie ein Witz. Texturen wirken verpixelt und Objekte unförmig. Trotz der schwachen Leistung gebe es jedoch häufige Ruckler. Weitere Probleme gebe es mit Kollisionsabfragen und den Fahreigenschaften der Wagen.
Doug Perry von IGN schrieb dagegen, dass sich die Grafik durch höher aufgelöste Texturen, Rauchpartikel und bessere Shader gegenüber den Vorgängern verbessert habe. Schwächen habe lediglich das Spielprinzip, das keine Neuerungen böte. Daher sei das Spiel uninteressant für Käufer der Vorgängertitel.
Laut Joe Fielder von GameSpot habe sich die Grafik zwar verändert, nicht aber verbessert. Einige Effekte, etwa die Beleuchtung, habe sich zwar verbessert, dennoch wirke das Gesamtergebnis unscharf und wenig überzeugend. Als weiteren Mangel nennt Fielder die Steuerung der Fahrzeuge. Die neue Physik-Engine lasse die Wagen zu schnell überschlagen oder aus der Spur bringen, sodass ein präzises Lenken kaum möglich ist.
Kevin Dick von GameRevolution ging zusätzlich auf das Level-Design ein. Dieses sei äußerst einfallslos. Gerade die Level in Washington und im Militärhangar seien zu simpel aufgebaut. Auch seien die Umgebungen dort kaum in das Spielgeschehen mit einbezogen. Dadurch wirken sie insgesamt langweilig. Grafik, Physik und Toneffekte seien nur geringfügig besser. Damit wirke das Spiel gegenüber Konkurrenten Vigilante 8 oder Rogue Trip einfach nur veraltet.

### Verkaufszahlen
Von Twisted Metal 3 wurden in den USA rund 1,29 Millionen Einheiten verkauft. Damit war es weniger erfolgreich als der direkte Vorgänger, von dem etwa 1,74 Millionen Exemplare verkauft wurden, aber erfolgreicher als die anderen Teile der Serie. Daher wurde das Spiel später in der Reihe Sony Greatest Hits aufgenommen und wiederveröffentlicht.

## Nachfolger
Bereits ein Jahr später erschien mit Twisted Metal 4 ein Nachfolger. Das Spiel wurde ebenfalls von 989 Studios entwickelt und nutzt daher auch die gleiche Technik wie Twisted Metal 3. Es erschien nur in Nordamerika.
Das Spiel wurde von der Fachpresse besser aufgenommen als der Vorgänger. GameRankings errechnete eine Metawertung von 68,04 %. Tester lobten, dass der Entwickler einige der am Vorgänger geäußerten Kritikpunkte verbessert habe, etwa die Texturen und das Level-Design. Andere Punkte wie die zu schwammige Steuerung bestehen laut den Testern jedoch fort. Auch vom vierten Teil der Serie wurden mehr als eine Million Einheiten abgesetzt, allerdings sind dies rund 200.000 Einheiten weniger als von Twisted Metal 3.